# Cerre-lès-Noroy
Cerre-lès-Noroy és un municipi francès situat al departament de l'Alt Saona i a la regió de Borgonya - Franc Comtat. L'any 2007 tenia 198 habitants.

## Demografia

### Població
El 2007 la població de fet de Cerre-lès-Noroy era de 198 persones. Hi havia 73 famílies, de les quals 16 eren unipersonals (8 homes vivint sols i 8 dones vivint soles), 29 parelles sense fills, 16 parelles amb fills i 12 famílies monoparentals amb fills.
La població ha evolucionat segons el següent gràfic:
Habitants censats

### Habitatges
El 2007 hi havia 82 habitatges, 74 eren l'habitatge principal de la família, 4 eren segones residències i 4 estaven desocupats. 74 eren cases i 8 eren apartaments. Dels 74 habitatges principals, 57 estaven ocupats pels seus propietaris, 15 estaven llogats i ocupats pels llogaters i 2 estaven cedits a títol gratuït; 1 tenia dues cambres, 7 en tenien tres, 15 en tenien quatre i 50 en tenien cinc o més. 61 habitatges disposaven pel capbaix d'una plaça de pàrquing. A 27 habitatges hi havia un automòbil i a 42 n'hi havia dos o més.

### Piràmide de població
La piràmide de població per edats i sexe el 2009 era:
| Homes | Edats   | Dones |
| ----- | ------- | ----- |
| 0     | 95 o +  | 0     |
| 0     | 90 a 94 | 0     |
| 0     | 85 a 89 | 8     |
| 0     | 80 a 84 | 0     |
| 0     | 75 a 79 | 0     |
| 4     | 70 a 74 | 4     |
| 0     | 65 a 69 | 0     |
| 8     | 60 a 64 | 0     |
| 8     | 55 a 59 | 12    |
| 4     | 50 a 54 | 0     |
| 4     | 45 a 49 | 4     |
| 12    | 40 a 44 | 4     |
| 4     | 35 a 39 | 16    |
| 4     | 30 a 34 | 4     |
| 16    | 25 a 29 | 4     |
| 16    | 20 a 24 | 4     |
| 4     | 15 a 19 | 0     |
| 4     | 10 a 14 | 24    |
| 8     | 5 a 9   | 12    |
| 8     | 0 a 4   | 0     |

## Economia
El 2007 la població en edat de treballar era de 136 persones, 101 eren actives i 35 eren inactives. De les 101 persones actives 93 estaven ocupades (56 homes i 37 dones) i 8 estaven aturades (4 homes i 4 dones). De les 35 persones inactives 14 estaven jubilades, 13 estaven estudiant i 8 estaven classificades com a «altres inactius».

### Ingressos
El 2009 a Cerre-lès-Noroy hi havia 76 unitats fiscals que integraven 206 persones, la mediana anual d'ingressos fiscals per persona era de 17.412 €.

### Activitats econòmiques
Dels 5 establiments que hi havia el 2007, 2 eren d'empreses de construcció, 1 d'una empresa de comerç i reparació d'automòbils, 1 d'una empresa de transport i 1 d'una empresa d'hostatgeria i restauració.
Dels 3 establiments de servei als particulars que hi havia el 2009, 1 era un paleta, 1 fusteria i 1 restaurant.

## Equipaments sanitaris i escolars
El 2009 hi havia una escola elemental integrada dins d'un grup escolar amb les comunes properes formant una escola dispersa.

## Poblacions més properes
El següent diagrama mostra les poblacions més properes.